# Шон Вільям Скотт
Шон Вільям Скотт (англ. Seann William Scott; нар. 3 жовтня 1976) — американський актор, комік і продюсер. Відомий за роль Стіва Стифлера у комедійній підлітковій франшизі «Американський пиріг». Знімався у різнопланових проектах, зокрема у фільмі жаху «Пункт призначення», молодіжних комедіях «Дорожні пригоди» (2000), «Де моя тачка, чувак?» (2000), фантастичній комедії «Еволюція» (2001), бойовиках «Куленепробивний чернець» і «Скарб Амазонки» (обидва 2003), комедійному бойовику «Придурки з Хаззарду» (2005), комедії «Дорослі забави» (2008) тощо.

## Біографія

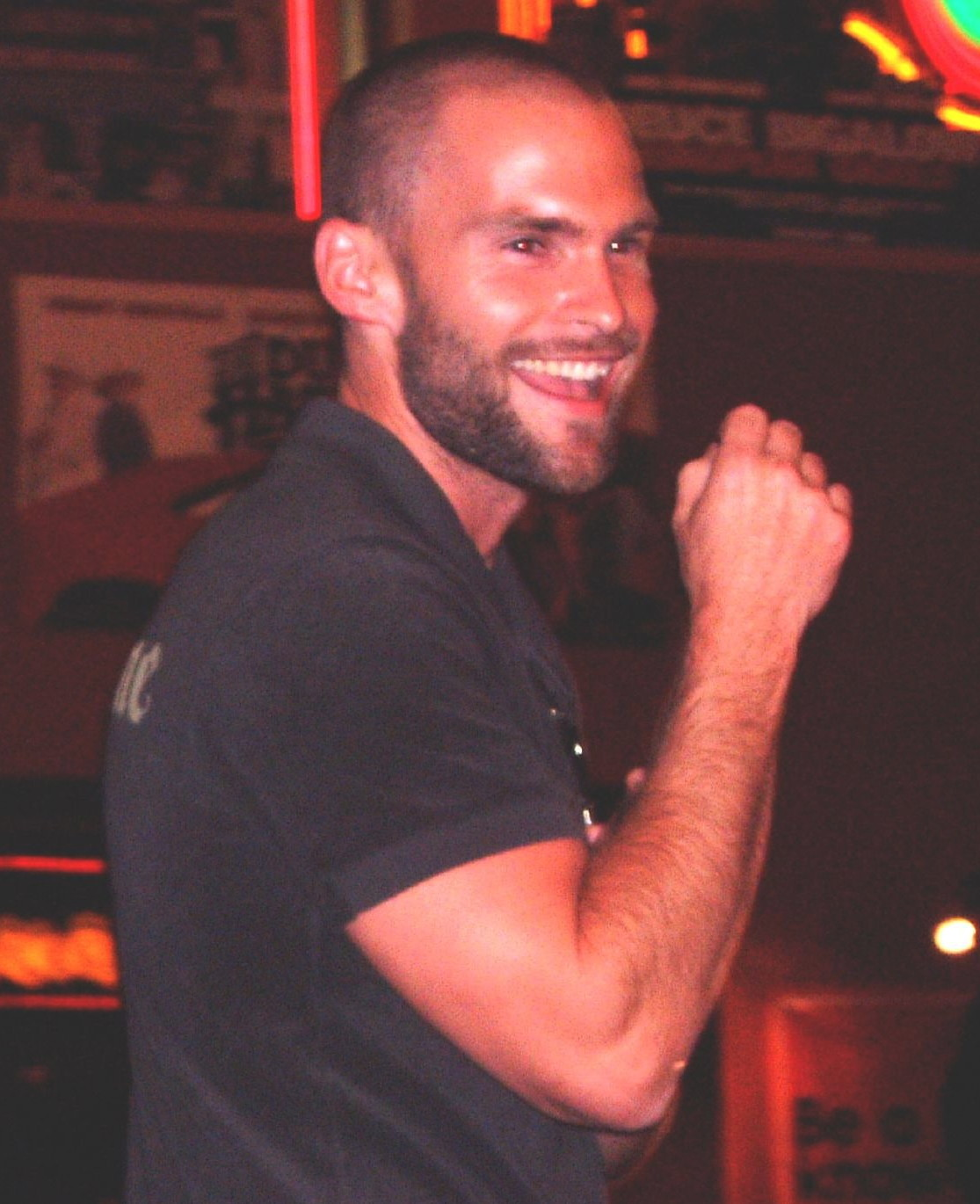
На прем'єрі фільму The Dukes of Hazzard, 2005

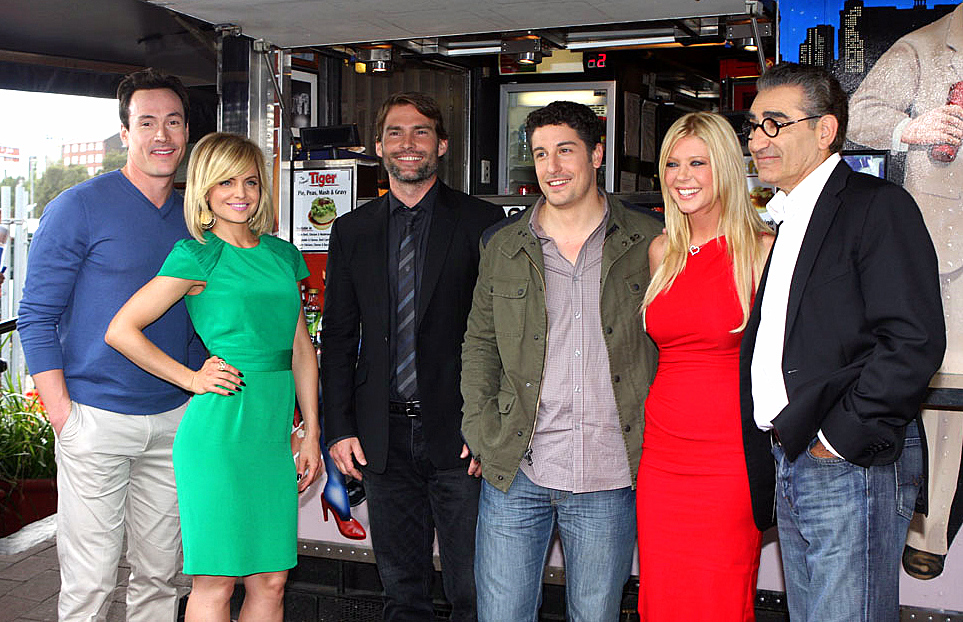
Актори х/ф Американський пиріг: Воз'єднання. 2012 р.

Працював в Home Depot і боровся за кожну незначну роль на телебаченні до тих пір, поки одного разу не знявся в першій частині «Американського пирога». Його зловтішна посмішка і чудова гра в ролі легковажного задираки Стіва Стифлера забезпечила йому багато ролей у молодіжних комедіях. Шон Вільям Скотт швидко став зіркою свого часу в цьому жанрі кінематографу. Потім були ролі в маловідомому телесеріалі та кліпі гурту Aerosmith. Але роль Стифлера стала проривом Шона і сильно вплинула на розвиток жанру молодіжної комедії в кінці дев'яностих — початку двохтисячних.
Шон був готовий грати не тільки виключно позитивних персонажів — білявий, добре складений Шон, часто грав некерованого хулігана або клоуна замість «м'якотілих» романтичних персонажів, що ставило його в стороні від акторів, які виконували сентиментальні і чутливі ролі.
Уродженець Міннесоти, Шон переїхав в Лос-Анджелес після закінчення школи і після невдалого прослуховування на роль у серіалі «Всі мої діти» («All My Children») на ABC, влаштувався на роботу до телеканалу The WB, гостем в комедійне шоу «Нещасливі разом»(«Unhappily Ever After») у 1997 році. У тому ж році дебютував на телебаченні в драмі «Народжений на засланні», а в наступному році став цвяхом програми в комедійному шоу «Щось дуже правильне» («Something So Right»).
Навіть після 20-ти років він володів юнацької зовнішністю і з легкістю грав ролі підлітків у молодіжних фільмах, чим зробив цінний внесок у розвиток жанру і сприяв буму молодіжної комедії в кінці тисячоліття. У 1999-му Шон дебютував на великому екрані в популярній картині «Американський пиріг» («American Pie»), яка, безсумнівно, згодом стала його головним проривом. Він зіграв Стіва Стифлера — грубого, зарозумілого старшокурсника, що користується успіхом у дівчат і постійно глузує з групи однолітків, що намагаються втратити цноту до закінчення школи. Шон відмінно впорався з роллю поганого хлопця і чудово зіграв самовпевненого егоїста. У наступному році Шон знову з'явився на великому екрані в ролі привабливого жартівника Біллі Хічкока у трилері «Пункт призначення» («Final Destination»). Роль Шона Скотта в цьому фільмі привабливіша, ніж роль Стифлера в «Американському пирозі». У тому ж році він знявся в фільмі «Дорожні пригоди» («Road Trip»). Також він озвучує ролі у повнометражних мультфільмах

## Фільмографія

### Кінофільми
| Рік  |    | Українська назва                                | Оригінальна назва                | Роль                               |
| ---- | -- | ----------------------------------------------- | -------------------------------- | ---------------------------------- |
| 1999 | ф  | Американський пиріг                             | American Pie                     | Стів Стіфлер                       |
| 2000 | ф  | Пункт призначення                               | Final Destination                | Біллі Хічкок                       |
| 2000 | ф  | Дорожні пригоди                                 | Road Trip                        | Е.Л. Фалдт                         |
| 2000 | ф  | Чувак, де моя машина?                           | Dude, Where's My Car?            | Честер Грінбург                    |
| 2001 | ф  | Еволюція                                        | Evolution                        | Вейн Грей                          |
| 2001 | ф  | Американський пиріг 2                           | American Pie 2                   | Стів Стіфлер                       |
| 2001 | ф  | Джей і мовчазний Боб завдають удару у відповідь | Jay and Silent Bob Strike Back   | Брент                              |
| 2002 | ф  | Божевільне пограбування                         | Stark Raving Mad                 | Бен МакГеван                       |
| 2003 | ф  | Стара школа                                     | Old School                       | Пепперс                            |
| 2003 | ф  | Куленепробивний чернець                         | Bulletproof Monk                 | Кар                                |
| 2003 | ф  | Американський пиріг 3: Весілля                  | American Wedding                 | Стів Стіфлер                       |
| 2003 | ф  | Скарб Амазонки                                  | The Rundown                      | Тревіс                             |
| 2005 | ф  | Придурки з Хаззарду                             | The Dukes of Hazzard             | Бо Дюк                             |
| 2006 | мф | Льодовиковий період 2: Глобальне потепління     | Ice Age: The Meltdown            | Креш (озвучення)                   |
| 2006 | ф  | Казки Півдня                                    | Southland Tales                  | Роланд Тавернер / Рональд Тавернер |
| 2007 | ф  | Містер Вудкок                                   | Mr. Woodcock                     | Джон Фарлі                         |
| 2008 | ф  | Підвищення                                      | The Promotion                    | Даг Стаубер                        |
| 2008 | ф  | Дорослі забави                                  | Role Models                      | Енсон Вілер                        |
| 2009 | мф | Льодовиковий період 3: Ера динозаврів           | Ice Age: Dawn of the Dinosaurs   | Креш (озвучення)                   |
| 2009 | ф  | Гарі, тренер з тенісу                           | Balls Out: Gary the Tennis Coach | Гарі Хаусман                       |
| 2009 | мф | Планета 51                                      | Planet 51                        | Скіф (озвучення)                   |
| 2010 | ф  | Парочка копів                                   | Cop Out                          | Дейв                               |
| 2011 | ф  | Вибивайло                                       | Goon                             | Даг Глатт                          |
| 2012 | ф  | Американський пиріг: Знову разом                | American Reunion                 | Стів Стіфлер                       |
| 2012 | мф | Льодовиковий період 4: Континентальний дрейф    | Ice Age: Continental Drift       | Креш (озвучення)                   |
| 2013 | ф  | Фільм 43                                        | Movie 43                         | Браян (сегмент "Happy Birthday")   |
| 2014 | ф  |                                                 | Just Before I Go                 | Тед Морган                         |
| 2016 | мф | Льодовиковий період: Курс на зіткнення          | Ice Age: Collision Course        | Креш (озвучення)                   |
| 2017 | ф  | Вибивайло 2                                     | Goon: Last of the Enforcers      | Даг Глатт                          |
| 2018 | ф  |                                                 | Bloodline                        | Еван Коул                          |
| 2019 | ф  |                                                 | Already Gone                     | Мартін                             |
| 2023 | ф  | Гнів Беккі                                      | The Wrath of Becky               | Дерріл                             |
| 2024 | ф  | Джекпот!                                        | Jackpot!                         | міцний чоловік                     |
| 2026 | мф | Льодовиковий період 6                           | Ice Age 6                        | Креш (озвучення)                   |

### Телебачення
| Рік       |    | Українська назва                     | Оригінальна назва                 | Роль                                           |
| --------- | -- | ------------------------------------ | --------------------------------- | ---------------------------------------------- |
| 1997      | тф |                                      | Born Into Exile                   | Дерек                                          |
| 2001      | с  | Суботнього вечора в прямому ефірі    | Saturday Night Live               | гість (Епізод: "Seann William Scott / Sum 41") |
| 2011      | тф | Льодовиковий період: Різдво мамонтів | Ice Age: A Mammoth Christmas      | Креш (озвучення)                               |
| 2013      | с  | У Філадельфії завжди сонячно         | It's Always Sunny in Philadelphia | Мак (Епізод: "Mac Day")                        |
| 2018—2019 | с  | Смертельна зброя                     | Lethal Weapon                     | Веслі Коул (15 епізодів)                       |
| 2022—2023 | с  |                                      | Welcome to Flatch                 | Джозеф «Отець Джо» Бінгоффер (27 епізодів)     |